# Château de Saint-Floret
Le château de Saint-Floret est situé à Saint-Floret, en France.

## Généralités
Le château est situé sur la commune de Saint-Floret, dans le département du Puy-de-Dôme, en région Auvergne-Rhône-Alpes, en France.

## Historique

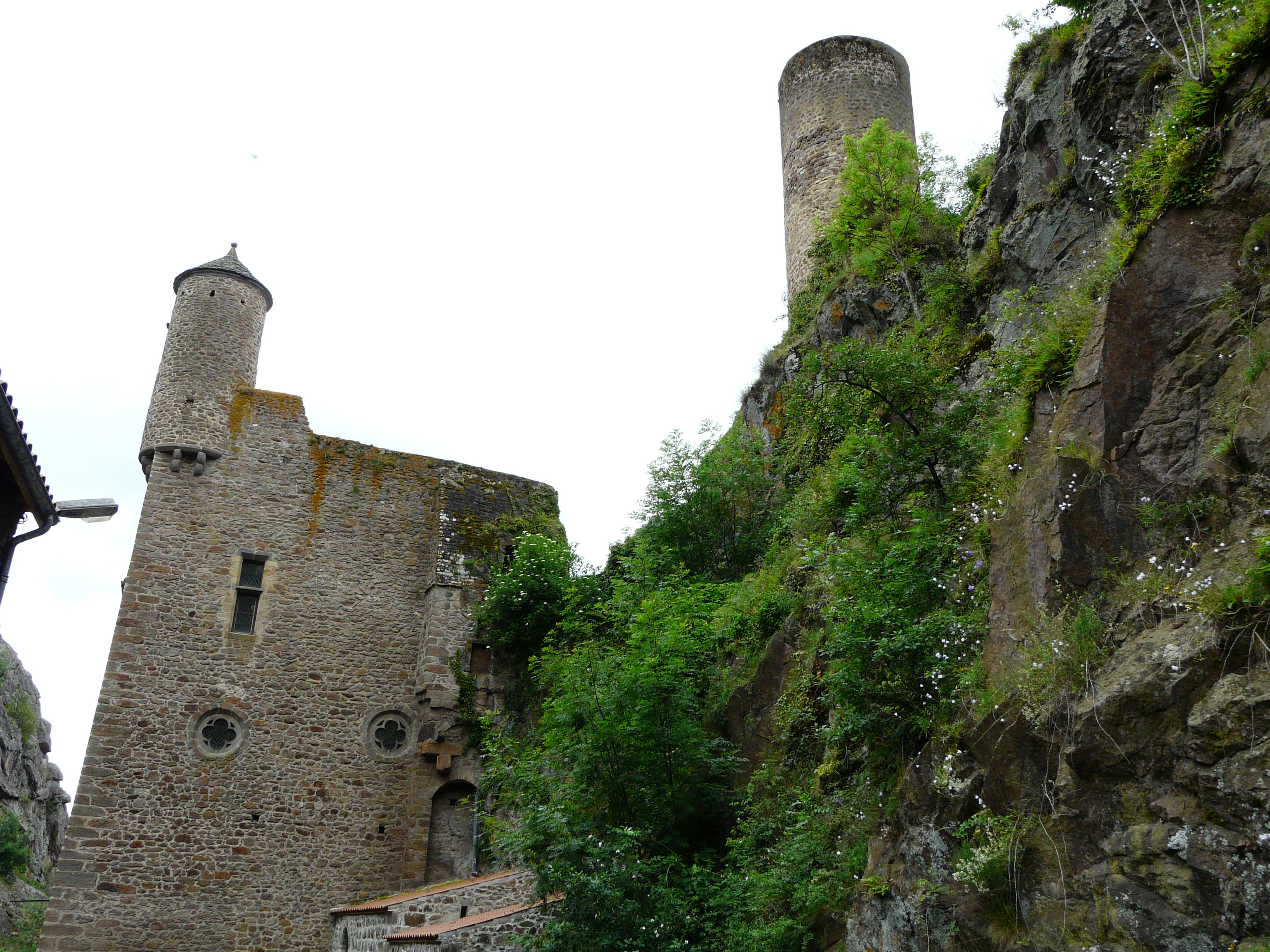
Château de Saint-Floret

Le château est daté du XIIe siècle ou XIIIe siècle, et la salle gothique est datée du XIVe siècle.
Il est classé au titre des monuments historiques, par arrêté du 15 mars 1909.
Le château est visitable.

## Description

### Donjon

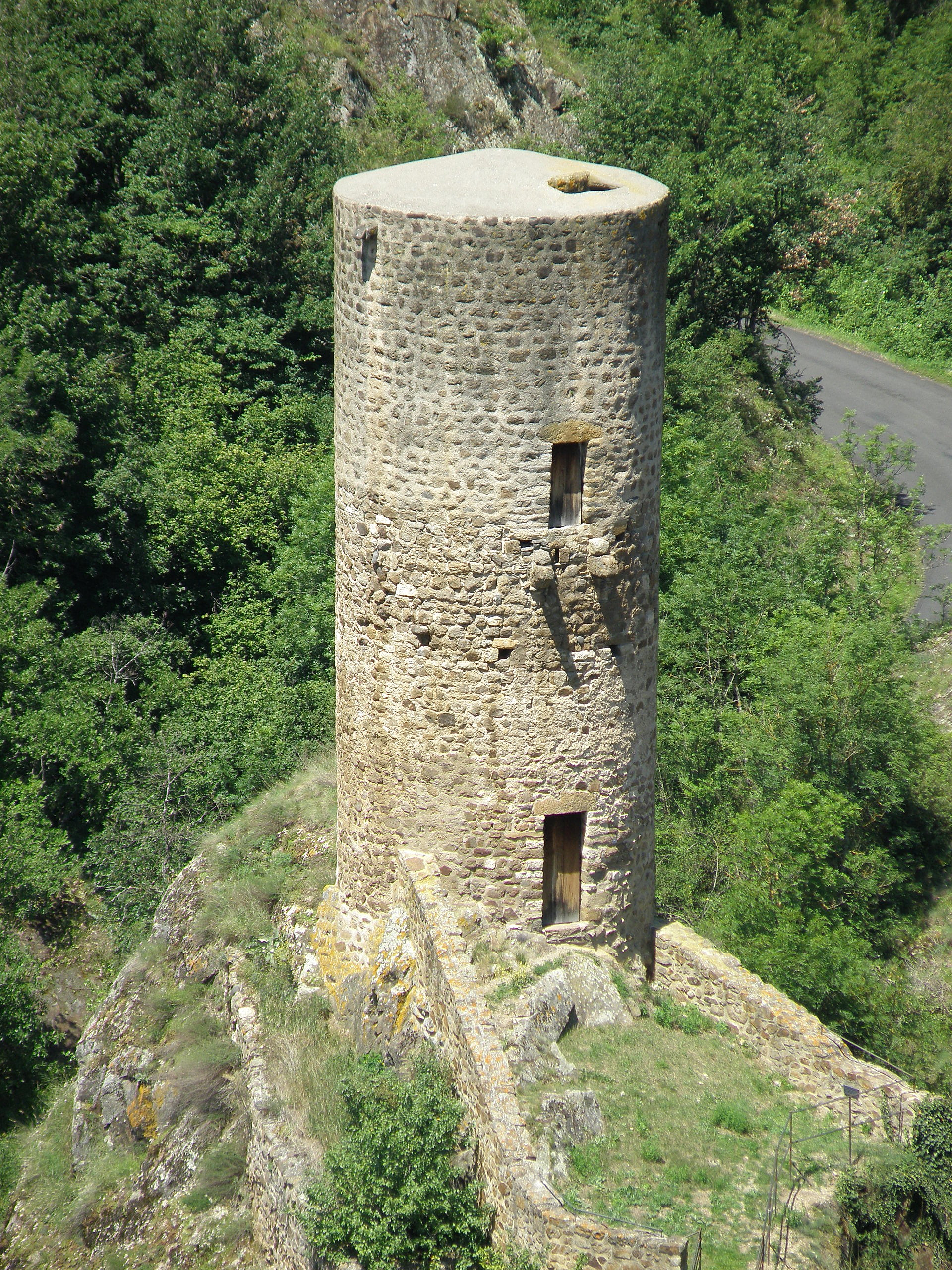
Donjon

Le donjon domine l’ensemble.

### Aula
Le principal élément de ce bâtiment est la salle d'apparat, salle gothique carrée de 6,9 mètres de côté. Elle est voûtée et doté de 12 nervures se rejoignant à la clé de voûte, représentant un soleil et retombant sur des culots sculptés. Des fresques, dont certaines sont encore visibles, agrémentaient les espaces entre les nervures, et représentent la légende de Tristan et Iseut, inspirée plus précisément de la compilation composée entre 1270 et 1273 et intitulée Meliadus de Rusticien de Pise. Chaque fresque était divisée en tableaux superposés et séparés par une frise. Seules 12 fresques sont encore visibles. Elles ont été redécouvertes en 1862 par Antonius Mayoli, artiste italien employé d’Anatole Dauvergne lors des travaux de restauration de l'abbatiale Saint-Austremoine d’Issoire. Elles ont été classées Monument historique le 15 mars 1909. Vers 1960, l’identification des légendes est confiée à Mario Roques par Paul Deschamps et Marc Thibout. Ces peintures ont été datées entre 1364 et 1370 d’après une étude des costumes réalisée par Michèle Beaulieu. Les commanditaires de ce programme étaient Athon de Saint-Floret et sa seconde épouse Galiane de Châlus selon Anne Courtillé, Jehan de Jehan de Bellenaves selon Claudio Lagomarsini et Ilaria Molteni.
Les fresques de la Torre di Frugarolo dans le Piémont, réalisées à la fin du XIVe siècle, aujourd'hui en exposition permanente à Alexandrie, représentent elles aussi la légende arthurienne et sont accompagnées comme à Saint-Floret de longues légendes explicatives en ancien français.

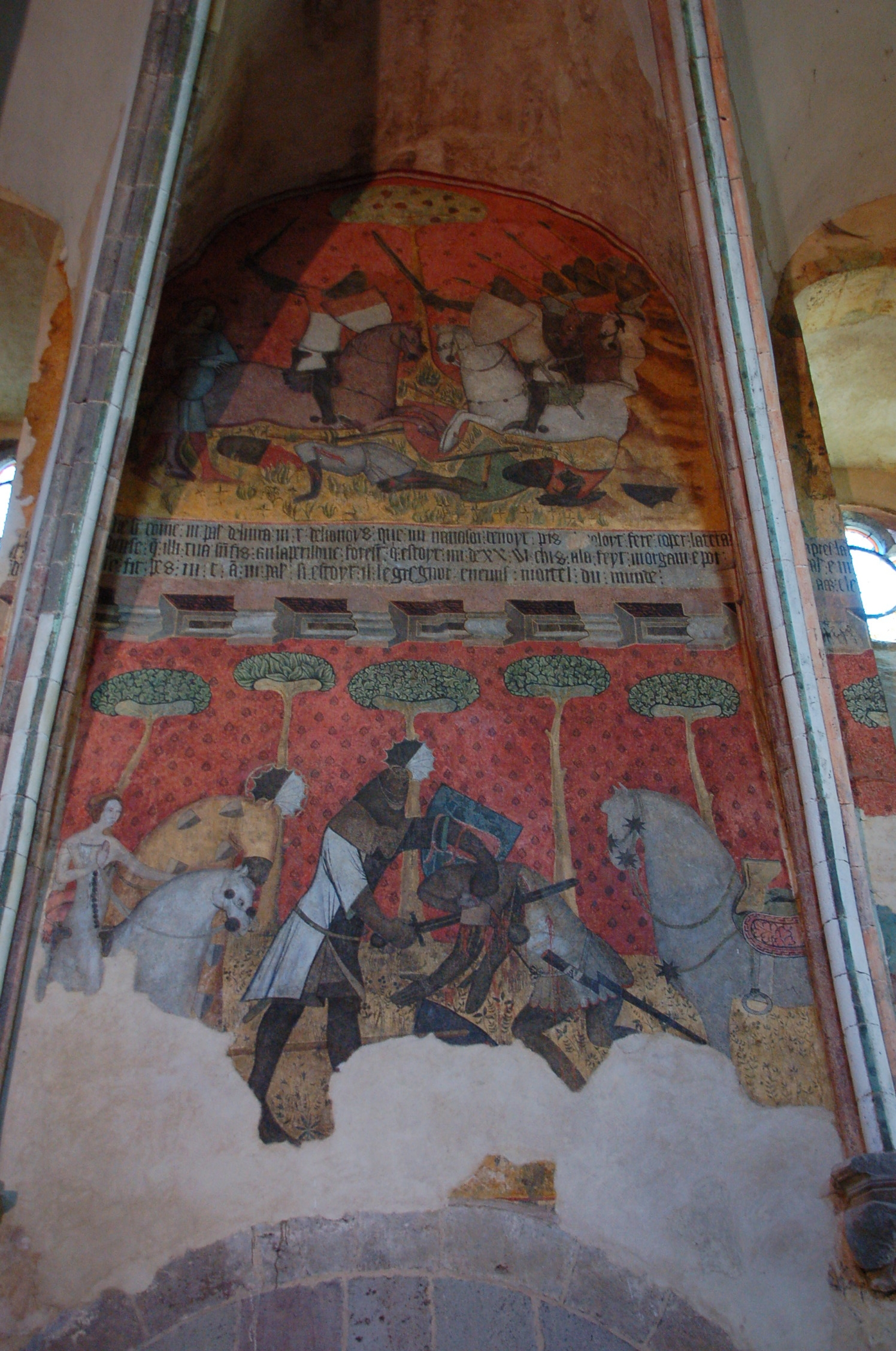
Le mur nord-ouest
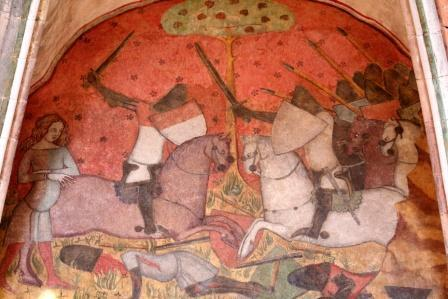
Palamède libère Tristan
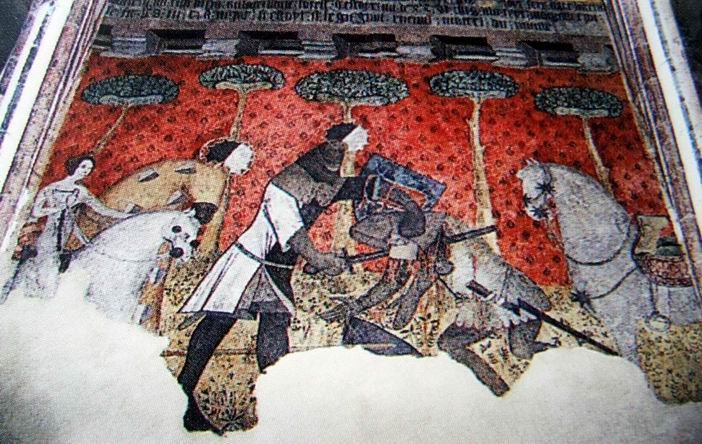
Branor affronte Caradoc
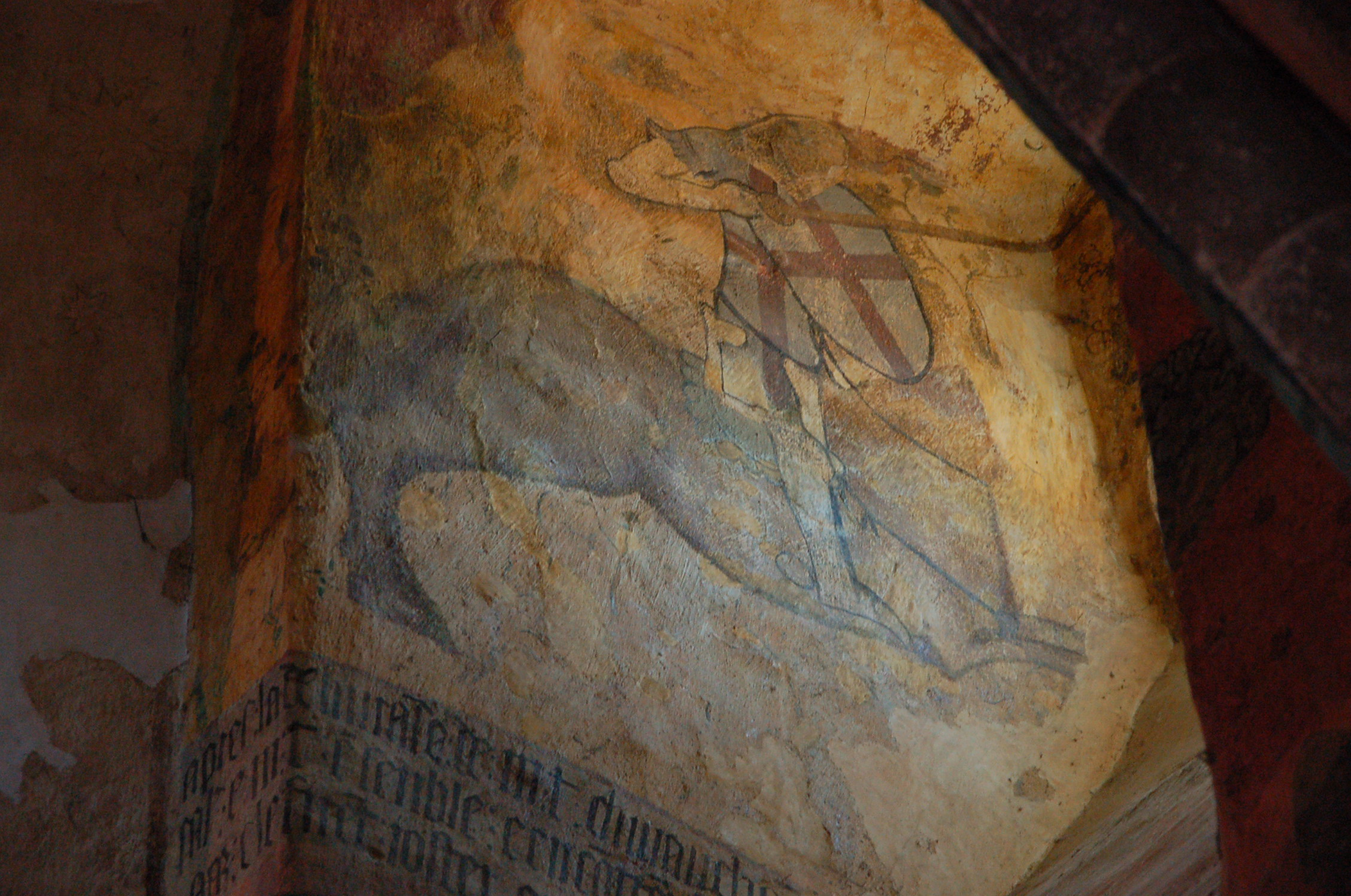
Galaad